# Coluna de Alexandre

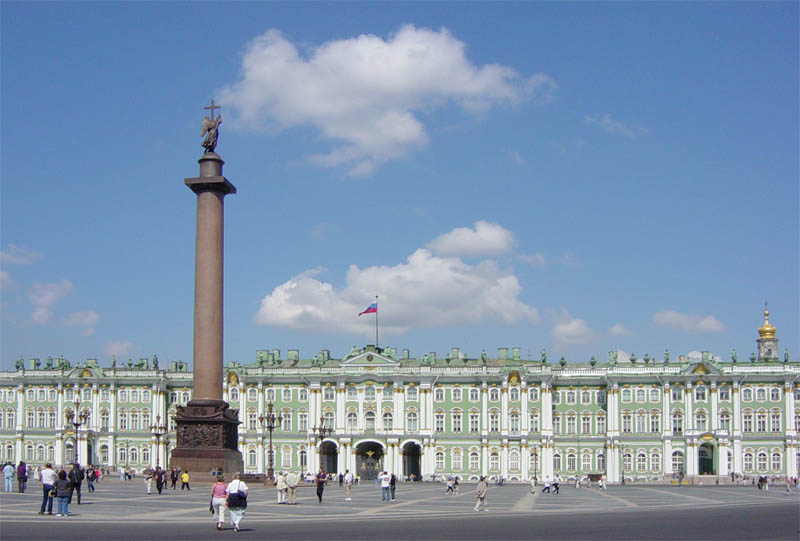
A Coluna de Alexander na Praça do Palácio

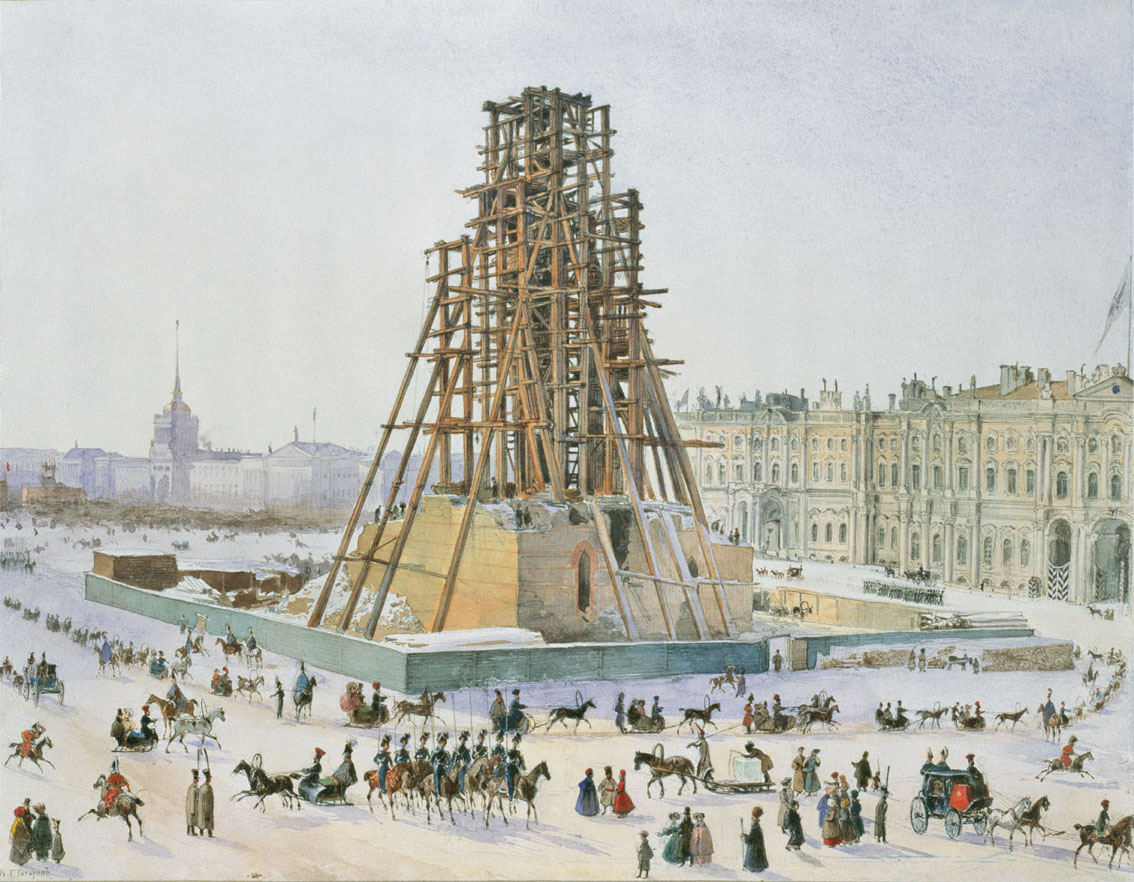
"'A coluna de Alexander com andaimes" (1832-1834), por Grigory Gagarin.

A Coluna de Alexandre' (em russo:  Алекса́ндровская коло́нна, Aleksandrovskaya kolonna) também conhecida como Coluna Alexandriana (em russo:  Александри́йская коло́нна, Aleksandriyskaya kolonna), é o ponto focal da Praça do Palácio em São Petersburgo, Rússia. O monumento foi erigido após a Campanha da Rússia em 1812. O nome da coluna homenageia o imperador Alexandre I da Rússia, que reinou de 1801 a 1825.